# The Immortal Wars
The Immortal Wars es una película estadounidense del género acción de 2017, dirigida y escrita por Joe Lujan, musicalizada por Eric Dyer, en la fotografía estuvo July Castillo y los protagonistas son Eric Roberts, Tom Sizemore y Bill Oberst Jr., entre otros. Este largometraje fue producido por Carcass Studios y se estrenó el 6 de junio de 2017.

## Sinopsis
En el futuro, el planeta se ha fraccionado en sectores, los humanos han atrapado a los desviados y los fuerzan a pelear hasta morir. Madman Dominion Harvey presenta las guerras inmortales y las transmite en televisión a todo el mundo. Trikalypse y sus compañeros combatirán para sobrevivir, pero además quieren derribar a Dominion Industries.